# روبن فلیشر
روبن فلیشر (انگلیسی: Ruben Fleischer؛ زادهٔ ۳۱ اکتبر ۱۹۷۴) کارگردان فیلم، تهیه‌کننده فیلم، تهیه‌کننده تلویزیونی، کارگردان نماهنگ و مدیر اجرایی تولید اهل ایالات متحده آمریکا است که در لس آنجلس زندگی می‌کند. وی از سال ۲۰۰۱ میلادی تاکنون مشغول فعالیت بوده‌است. او بیشتر به خاطر کارگردانی اولین فیلم بلند خود، سرزمین زامبی‌ها و دنباله آن سرزمین زامبی‌ها: شلیک نهایی شناخته می‌شود. وی همچنین کارگردان فیلم‌های ۳۰ دقیقه یا کمتر، جوخه گانگستر و ونوم که بر پایه شخصیت مارول کامیکس به همین نام است را بر عهده داشته‌است. همچنین فلیشر، در کارگردانی موزیک ویدئو خواننده‌هایی همچون ام.آی.ای. و کید سیستر نیز نقش داشته‌است. از بازیگرانی که بیشترین همکاری را با او داشته‌اند می‌توان به اما استون، وودی هرلسون، ابیگیل برسلین، جسی آیزنبرگ و بیل مری اشاره کرد.

## زندگی و حرفه
روبن فلیشر در واشینگتن، دی.سی. به دنیا آمد. مادرش کارن لی و پدرش دیوید الیوت فلیشر پزشک و استاد دانشگاه است. او یک برادر به نام لوکاس دارد. پدر او، در خانواده‌ای یهودی بزرگ شد؛ در حالیکه مادرش به یهودیت گروید. فلیشر نیز یک یهودی است.
فلیشر پس از فارغ‌التحصیلی از رشته تاریخ از دانشگاه وسلین، به سان فرانسیسکو نقل مکان کرد و مشغول برنامه‌نویسی شد. بعد از مدتی، کارگردانی تبلیغات تلویزیونی و کارگردانی نماهنگ را بر عهده گرفت. سرانجام در سال ۲۰۰۹، او اولین فیلم بلند خود به نام سرزمین زامبی‌ها با بازی اما استون، وودی هرلسون، جسی آیزنبرگ و ابیگیل برسلین را ساخت.

## فیلم‌شناسی

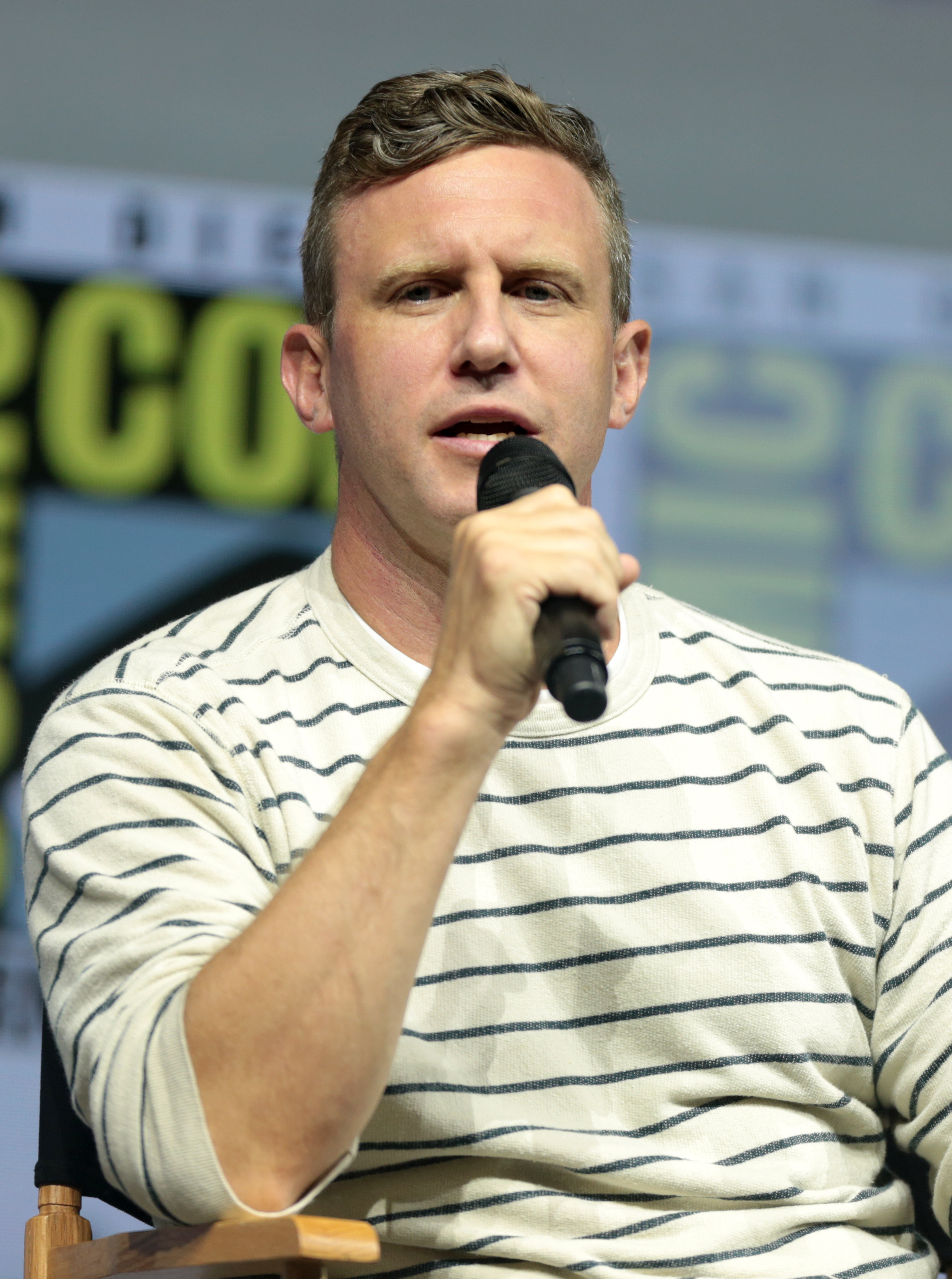
روبن فلیشر در کامیک-کان سن دیگو سال ۲۰۱۸

| سال       | فیلم                       | کارگردان | تهیه‌کننده | تهیه‌کننده اجرایی |
| --------- | -------------------------- | -------- | --------- | ---------------- |
| ۲۰۰۳-۲۰۰۶ | جیمی کیمل لایو!            | آری      | نه        | نه               |
| ۲۰۰۹      | سرزمین زامبی‌ها             | آری      | نه        | نه               |
| ۲۰۱۱      | ۳۰ دقیقه یا کمتر           | آری      | نه        | نه               |
| ۲۰۱۳      | جوخه گانگستر               | آری      | نه        | آری              |
| ۲۰۱۴      | رابطه دوشبه                | نه       | آری       | نه               |
| ۲۰۱۷      | فروشگاه تک‌شاخ              | نه       | آری       | نه               |
| ۲۰۱۸      | ونوم                       | آری      | نه        | نه               |
| ۲۰۱۹      | سرزمین زامبی‌ها: شلیک نهایی | آری      | نه        | آری              |
| ۲۰۲۱      | سفر بد                     | نه       | آری       | نه               |
| ۲۰۲۲      | آنچارتد                    | آری      | نه        | نه               |
| ۲۰۲۵      | اکنون مرا می‌بینی ۳         | آری      | نه        | نه               |